# Кадырова, Тулкиной Фазилджановна
Тулкиной Фазилджановна Кадырова (27 июля 1935 — 2014) — узбекский советский учёный-архитектор, профессор, заведующая кафедрой «История и теория архитектуры» Ташкентского архитектурно-строительного института. Заслуженный архитектор Узбекистана. Лауреат Государственной премии Узбекистана (1988). Автор 22 книг и брошюр. Председатель Союза архитекторов Узбекистана.

## Биография
Тулкиной Фазилджановна Кадырова родилась 27 июля 1935 года.
С 1980 по 1992 год была председателем Союза архитекторов Узбекистана.
В 1988 году получила Государственную премию Узбекистана в области литературы, искусства и архитектуры за монографию «Архитектура Современного Узбекистана».
С 1990 по 1994 год была депутатом Верховного Совета Узбекской ССР.
В 1991 году входила в состав Комитета по Государственным премиям Узбекской ССР в области литературы, искусства и архитектуры при Кабинете Министров Узбекской ССР.
Скончалась в 2014 году.

## Книги
- Кадырова Т. Архитектура Советского Узбекистана. — Москва : Стройиздат, 1987. — 320 с.
- Кадырова Т. Пути архитектурного возрождения Узбекистана XX-начала XXI вв. — Ташкент: Издательство Ташкентского архитектурно-строительного института, 2007. — 304 с.
- Кадырова Т. Идеи Ленина в зодчестве Узбекистана. — Ташкент, 1979.
- Кадырова Т., Стриньковский В. Жить, чтобы созидать : Зодчие Узбекистана. — Ташкент: Изд-во лит. и искусства им. Гафура Гуляма, 1978. — 63 с.
- Кадырова Т., Булатов М. Ташкент. — Ташкент: Аврора, 1977. — 164 с.
- Кадырова Т. Архитектура центра Ташкента. — Ташкент: Изд-во лит-ры и искусства, 1976. — 26 с.
- Кадырова Т. Современная архитектура Узбекистана. — Ташкент: Изд-во лит. и искусства им. Г. Гуляма, 1974. — 153 с.
- Кадырова Т., Бабиевский К., Турсунов Ф. Архитектура Советского Узбекистана. — Москва: Стройиздат, 1972.
- Кадырова Т. Из истории крестьянских восстаний в Мавераннахре и Хорасане в VIII-начале IX в. — Изд-во Наука Узбекской ССР, 1965. — 238 с.